# Cristo portacroce (Tiziano)
Il Cristo portacroce è un dipinto a olio su tela (71 × 91 cm) di Giorgione o Tiziano, databile al 1508-1509 circa e conservato nella Scuola Grande di San Rocco a Venezia.

## Storia

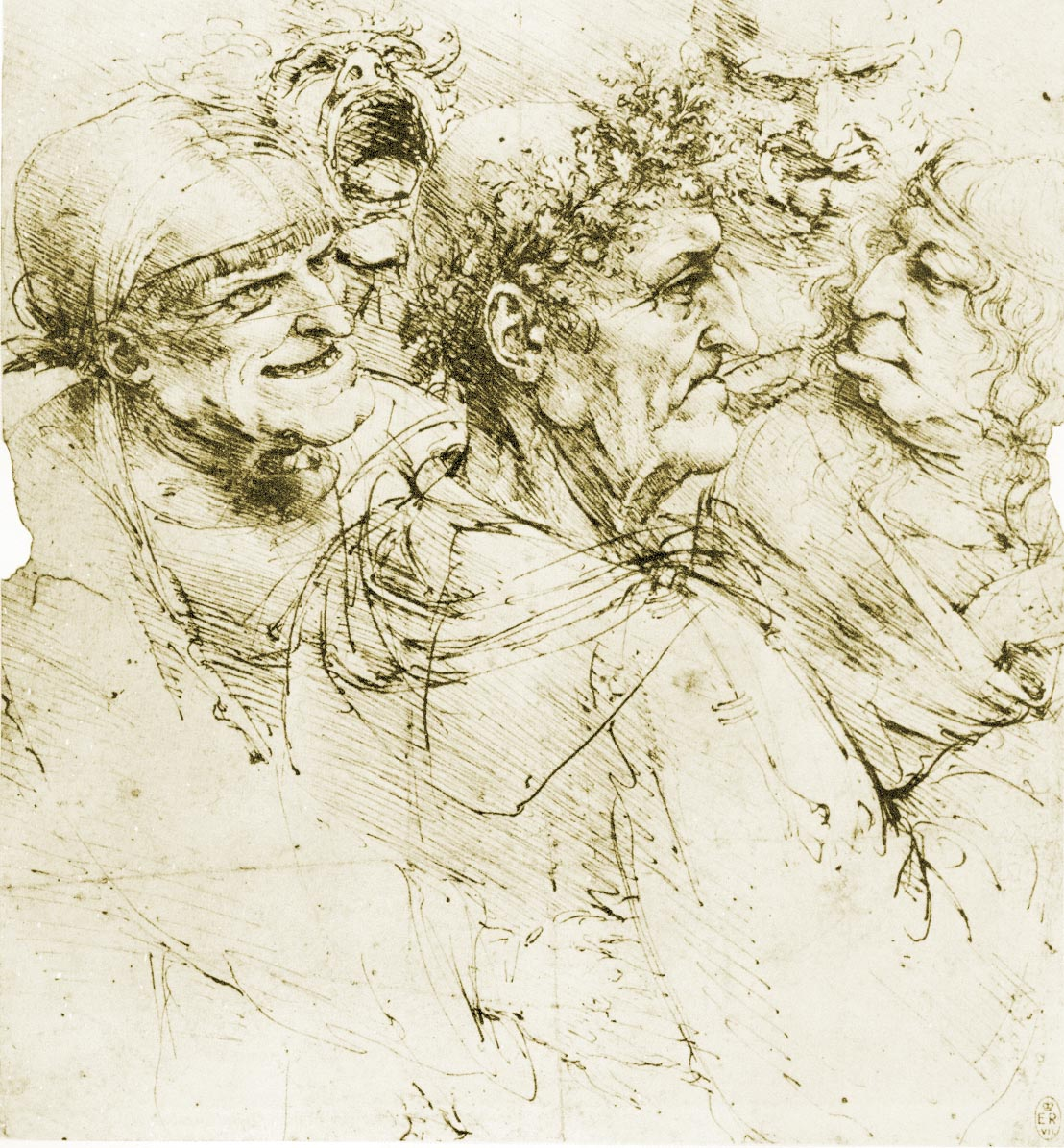
Leonardo da Vinci, Cinque teste grottesche, 1490 circa, disegno,, Royal Library, Windsor Castle

L'esistenza del dipinto trova riscontro da sempre in diversi documenti, dato che l'immagine è stata per molto tempo oggetto di venerazione e di particolare devozione perché ritenuta miracolosa. Si trovava allora nella chiesa di San Rocco, attigua all'omonima Scuola Grande presso cui viene oggi conservata. Non è noto tuttavia se la sua precisa collocazione fosse su un pilastro sull'altare maggiore o sull'altare di una cappella laterale.
Il dubbio sull'attribuzione dell'autore è antico quanto il dipinto stesso: Vasari nella prima (1550) e nella seconda (1568) edizione delle Vite l'attribuisce a Giorgione, ma nella Vita di Tiziano assegna il dipinto al cadorino. L'incertezza nella paternità dell'opera è, d'altra parte, un destino comune ad un gruppo di dipinti databili intorno al primo decennio del XVI secolo: basti pensare al Concerto, o al Concerto campestre, o ancora al Gentiluomo con un libro.
In questo senso, già il saggista Ludovico Dolce aveva argutamente annotato a proposito di alcuni affreschi «credendosi comunemente, poi che ella fu discoverta, che fosse opera di Giorgione, tutti i suoi amici seco si rallegravano, come della miglior cosa che egli avesse fatto. Onde Giorgione, con suo grandissimo dispiacere rispondeva che era di mano del suo discepolo»; e anche Vasari ci racconta che Tiziano «veduto il fare e la maniera di Giorgione, lasciò la maniera di Gian Bellino, ancorché vi avesse molto tempo consumato, e si accostò a quella, così bene imitando in brieve tempo le cose di lui, che furono le sue pitture talvolta scambiate e credute opere di Giorgione».
La critica è tutt'oggi divisa sull'attribuzione all'uno o all'altro artista, sulla base dello stile e della caratterizzazione dei personaggi raffigurati, e la documentazione sulle relazioni che i due maestri ebbero con la Confraternita di San Rocco, presumibilmente committente del dipinto, non aiuta a risolvere il problema dell'attribuzione. Tiziano, infatti ha sicuramente avuto rapporti di questo tipo con il sodalizio, ma anche Giorgione aveva legami con diversi membri della Confraternita, suoi committenti, e con l'amico pittore Vincenzo Catena, anch'egli membro della stessa fraternità.
Il Cristo portacroce fu il primo esempio di un'iconografia che ebbe poi un largo seguito in Veneto e il Lombardia, venendo usata da artisti come Lorenzo Lotto, Giovanni Bellini, Andrea Solario, Niccolò Frangipane e altri.

## Descrizione e stile
Su uno sfondo scuro si stagliano a mezza figura Gesù con la croce sulla spalla e un carnefice che gli pone al collo un cappio di corda. Altre due figure secondarie si distinguono alle estremità. Gesù in particolare, con un'espressione dolce e malinconica, gira la testa verso lo spettatore, invitandolo quasi a partecipare alle sue sofferenze. Pare che il profilo arcigno dello sgherro e quelli dei personaggi laterali rimandino a disegni di Leonardo da Vinci, come forse ne esistevano anticamente nelle collezioni veneziane.
Spontaneo è infatti il collegamento con le Cinque teste grottesche oppure con la Testa di Cristo di Leonardo che spesso viene citato alla base di tante opere di Giorgione. Tuttavia è verosimile che anche il giovane Tiziano, come fece anche nel prosieguo della sua attività, possa essersi basato sulla conoscenza e sulla suggestione di stimoli provenienti dal resto d'Europa.
È da notare, a questo proposito, come il modello del Cristo portacroce trovi le sue profonde radici nella tradizione veneta e veneziana in particolare, ma che questa opera particolare da quel modello si distacchi per inseguire suggestioni probabilmente germaniche ma sicuramente non italiche.
A favore di Tiziano giocano certamente alcuni rimandi: per esempio, la somiglianza tra lo sgherro e il vecchio del Miracolo del neonato, o quella tra il Cristo e il San Rocco del San Marco in trono'. D'altra parte, per citare alcune suggestioni a favore dell'ipotesi del maestro di Castelfranco si può notare un atteggiamento simile al Ritratto di un uomo in arme' o l'intensità dell'espressione dei volti come nel Ritratto Terris
Caratteristico di Giorgione è il contorno sfumato delle figure e i colori smorzati in campiture disomogenee, mentre farebbero pensare a Tiziano la robustezza dei personaggi e la loro attiva partecipazione al dramma, contrapposta alla sognante contemplazione tipica di Giorgione.
La verità è che sicuramente, pur non pensando ad un «alunnato» di Tiziano presso Giorgione, entrambi hanno condiviso – poco importa se incrociando i loro itinerari artistici ovvero procedendo in parallelo – la stessa atmosfera, lo stesso clima culturale. L'uno – Giorgione – si trovava ormai, anche se prematuramente, al termine della parabola esistenziale e creativa; l'altro, giovane esordiente, faceva le prime prove di un lunghissimo e fertilissimo percorso.

## Galleria d'immagini

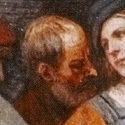
Tiziano Vecellio, Miracolo del neonato, 1511, Padova, Scuola del Santo (part.)
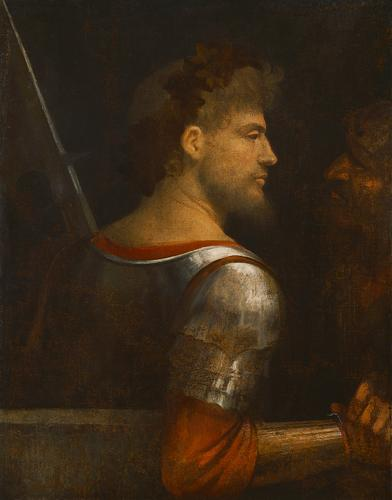
Giorgione, Ritratto d'uomo in armi, 1505 circa, Vienna, Kunsthistorisches Museum
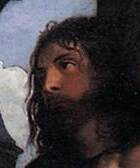
Tiziano Vecellio, San Marco in trono, 1510, Venezia, Santa Maria della Salute (part.)
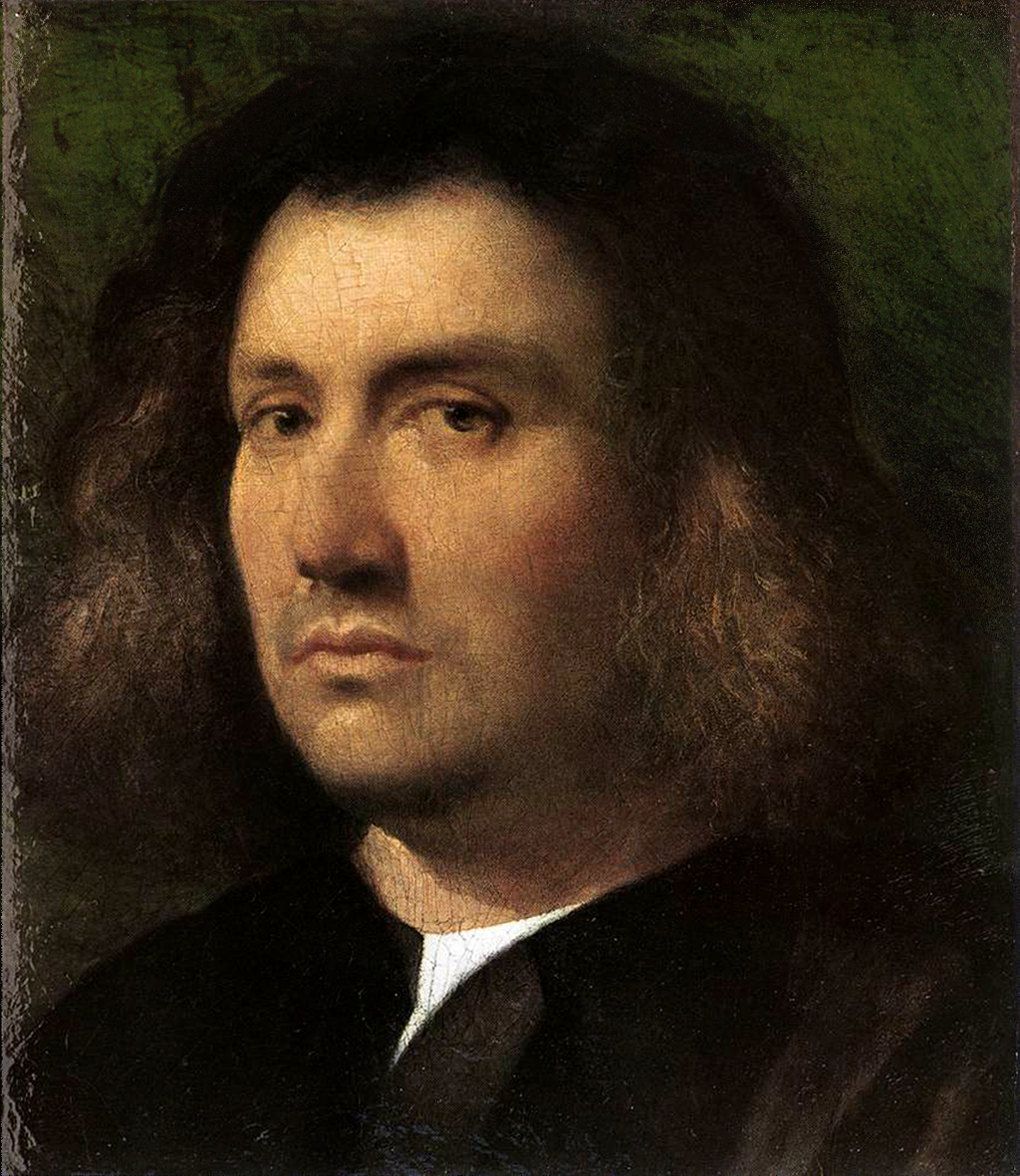
Giorgione, Ritratto di gentiluomo Terris, 1508-1510 circa, San Diego, San Diego Museum of Art